# Jadrankamen
Jadrankamen d.d. (deutsch etwa „Adriastein“; Jadransko more kurz: Jadran, kroatisch Adriatisches Meer; kamen für kroatisch Stein) ist ein kroatisches Naturstein-Unternehmen mit Hauptsitz in Pučišća, Kroatien. Jadrankamen ist auf den Abbau, die Verarbeitung und den Vertrieb von überwiegend eigenen Natursteinen spezialisiert. Gegründet wurde das Unternehmen 1902 als Nachfolger der genossenschaftlichen Steinmetz-Vereinigung. 1995 kaufte der kroatische Tennisspieler Bruno Orešar das Unternehmen und baute es zu einem führenden Natursteinbetrieb Europas aus.

## Kalkstein der Insel Brač
Die wichtigsten Abbauorte der Kalksteine liegen vor der Küste des südlichen Kroatiens auf der 480 km² großen Insel Brač. Der Schwerpunkt des Abbaus konzentriert sich auf den südlichen Teil der Insel. Hier werden bereits seit hunderten von Jahren Kalksteine abgebaut. Die hervorstechende optische Eigenschaft dieser Kalksteine, die sich während der Oberkreide durch Mineralablagerungen und versteinerten Meeresorganismen gebildet haben, liegt in ihrer klaren, fast weißen Färbung.

## Steinbrüche und Werkstätten
Das Unternehmen verfügt über insgesamt 15 Steinbrüche in Kroatien. Auf der Insel Brač werden in 10 Steinbrüchen unterschiedliche Kalksteinsorten abgebaut. Auf dem Festland befinden sich 5 weitere Steinbrüche, in denen vorrangig dunklere Steine gewonnen werden. Vor allem der fast weiße und der elfenbeinfarbene Kalkstein von der Insel gelten als wichtige Sorten des Unternehmens. Weiterhin werden auch Kalksteine mit anderen Texturbildern abgebaut, welche verschiedene braune und rote Farbnuancierungen aufweisen.
In drei modernen Sägewerken, zwei auf der Insel Brač, ein weiteres in der Nähe von Split, werden insgesamt 18 verschiedene Sorten von Naturstein verarbeitet. Durch die jeweiligen gesteinsphysikalischen Eigenschaften der Natursteinsorten und den daraus resultierenden Festigkeitswerten sowie einer meist geringen Wasseraufnahmefähigkeit, werden einige Sorten in kommerziellen Produktpräsentationen mit Marmor verglichen.

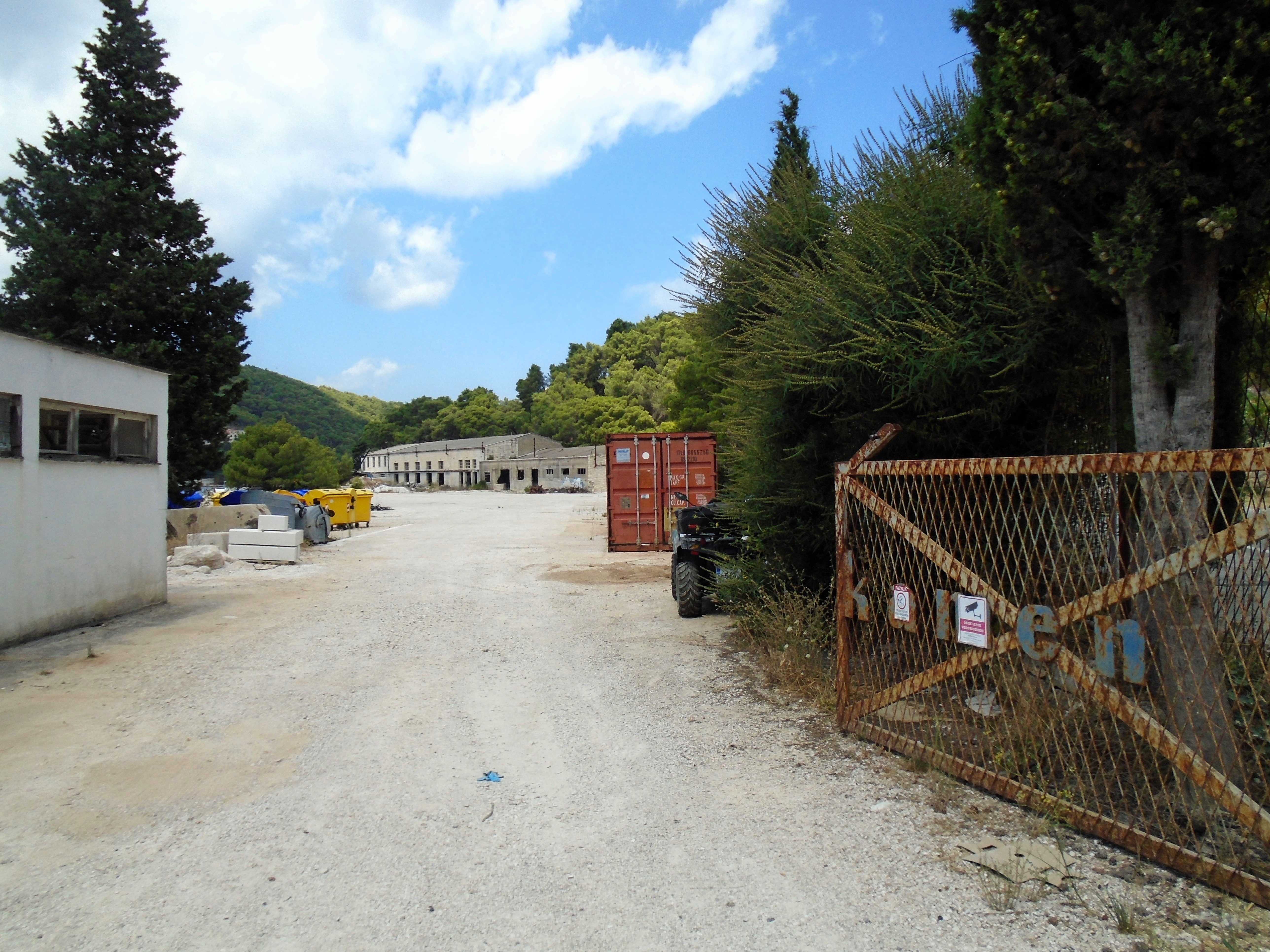
Sägewerk in Pučišća – Eingang

Das Unternehmen arbeitet mit modernen Säge- und Schleifmaschinen, verfügt über Diamantkettensägen und diamantbesetzte Seilsägen, welche vor allem im Schneidvorgang mechanisch sehr widerstandsfähiger Gesteinsorten zum Einsatz kommen.

## Verwendung
Bereits die alten Römer erkannten den Nutzen und die Qualität der Kalksteine der Insel Brač. Eines der ersten Bauwerke aus dieser Zeit ist der Diokletianpalast in Split, welches der römische Kaiser Diokletian im Jahr 295 n. Chr. errichten ließ. Später fanden die Kalksteine auch ihren Weg in die USA, 1824 ergänzte man im Weißen Haus in Washington D.C. die Kalksteinsäulen im Mittelbereich des Gebäudes. Weiterhin ist auch am Wiener Parlamentsgebäude, am Gouverneurspalast in Triest und am Budapester Parlamentsgebäude heller Kalkstein der Insel Brač verarbeitet.
Ein Großteil der jährlich 75.000 Tonnen abgebauten Kalksteins verbleibt in Kroatien, nur rund 25 % sind für den Export, hauptsächlich nach Italien, Bosnien-Herzegowina, Slowenien und Österreich, vorgesehen.

## Steinverarbeitung
In erster Linie werden in den Fabriken die Rohblöcke zur versandfertigen Größen und Gewichten verarbeitet. Dabei werden verschiedene Größen unbearbeiteter Blöcke oder Quaderformate angeboten. Des Weiteren verarbeitet man Blöcke zu handelsüblichen Rohplatten in verschiedenen Stärken. Aber ebenfalls Verkleidungen und Fliesen werden produziert. Der Kalkstein erhält unterschiedliche Oberflächenbearbeitungen, so kann er gestockt, geschliffen, gebürstet oder poliert werden.
Neben dem Abbau und der industriellen Verarbeitung spielt auch das Steinmetzhandwerk eine besondere Rolle. So verbindet das Unternehmen noch heute Tradition mit modernem Handwerk und lehrt jungen Menschen die Kunst der Kalksteinverarbeitung. Schon 1909 wurde in Pucišca die Klesarska škola für die Steinmetzausbildung gegründet, die bis heute auch die altrömischen Bearbeitungstraditionen lehrt. Aber auch die Schnitzerei steht dabei in einem besonderen Fokus; bis heute stellt das Unternehmen auch Kalksteinskulpturen her.